# Epöl
Epöl község Komárom-Esztergom vármegyében, az Esztergomi járásban.

## Fekvése
A vármegye délkeleti részén, a Gerecse keleti részén található. A legközelebbi települések: nyugatra Bajna 3 (közúton 4) kilométerre, északnyugatra Nagysáp mintegy 5 (közúton 9) kilométerre, északkeletre Sárisáp 5 (közúton 15) kilométerre, délkeletre Máriahalom 6 (közúton 10) kilométerre, délre Gyermely és Szomor egyaránt 6,5 (közúton 11) kilométerre.

## Megközelítése
A falu csak közúton közelíthető meg, legfontosabb megközelítési útvonala az 1106-os és 1105-ös utakat (Únyt és Bajnát) összekötő 1122-es mellékút, amely mentén ez a végpont előtt az utolsó település. A hazai vasútvonalaktól Epöl igencsak félreesik, a legközelebbi vasútállomás a Budapest–Esztergom-vasútvonal Pilisjászfalu megállóhelye, amely szintén 15 kilométernél távolabb található a falutól.

## Története
Epöl község már a magyarok honfoglalása előtt is lakott település volt, amit a falu határában előkerült régészeti leletek is bizonyítanak.
Első írásos említése 1225-ből maradt fenn Epely néven. A későbbiekben Epel, Epeei, Epöll és Epely néven említik a különböző források.
Epöl első ismert lakosa és birtokosa Epelyi Vendégi volt, aki 1225-ben az esztergomi káptalan előtt hitelesítette, hogy epelyi földjét, rétjét és haraszt nevű erdőrészét jobbágyainak beleegyezésével Epelyi Benedeknek és fiának, Motodnak 4,5 márkáért eladja.
Epöl vidékét a tatárok 1242 tavaszán végigpusztították, amit a község lakossága elég hamar kihevert.
Epélyi Benedek családján kívül a királynéknak is voltak birtokai Epölön. Az itt élők egy része hadba szálló jobbágy volt, más része pedig az esztergomi és budai királyi udvarnak szállított meghatározott mennyiségű bort évente.
V. István király 1270. július 26-án Epölt, valamint bort adományozó jobbágyait az esztergomi káptalannak adományozta. Az epöli jobbágyok ezt zokon vették, mert királyi jobbágyként előnyösebb, kiváltságosabb helyzetben voltak, mint a nagybirtokosok jobbágyai.
IV. László király 1274-ben megerősítette atyjának V. Istvánnak az esztergomi káptalannak tett adományát, amit X. Gergely pápa 1275. január 5-én Lyonban keltezett leiratával hagyott jóvá. Az adományozó okiratban olvasható az alábbi idézet:
Ez a falu a királyi asztal, vagyis a budai királyi pince szolgálatára volt (ad Regiom mentem, sen clicém regale de Buda). Az ehhez a földhöz tartozó szőlőművesek Magyarország királyainak, a mi ősatyáinknak évenként szolgálatuk címén, ősi kötelezettségük révén bizonyos mennyiségű bort szoktak szolgáltatni, I. István király Őket, valamint a falu, illetve a föld összes szőlőit a felszereléssel, a haszonnal és joggal együtt, a neki és nekünk is kedves esztergomi szent káptalannak ajándékozta…
1284-ben IV. László felesége Erzsébet királyné az Epölön lévő birtokaiból, újabb birtokrészt adományozott a káptalannak.
A 14. és 15. századból két epöli peres ügyről maradt fenn rövid feljegyzés.
Az 1526-os mohácsi vész után a törökök fokozatosan végigpusztították a Duna jobb partján fekvő településeket.
Az esztergomi járás legtöbb falva, köztük Epöl is 1532-ben elpusztult. Több mint száz év elteltével válik újra lakott településsé. Az első magyar betelepülők mellett szlovák és német telepesek is érkeztek a faluba. A református magyarok 1714-ben elköltöztek a faluból. A faluban megtelepedett szlovákok és németek a római katolikus vallású magyarokkal kötött vegyes házasságok következtében a múlt század végére elmagyarosodtak.
A falu férfi lakossága közel két évszázadig szén- és kőzetbányászatból élt, ezek megszűnte után pedig a környéken folytattak különböző tevékenységeket. Mindemellett a helybéli lakosság egy része a mezőgazdaságból tartja fenn magát.

## Közélete

### Polgármesterei
- 1990–1993: Markuj József (független)[3]
- 1993–1994: Muszela Imre (független)
- 1994–1998: Muszela Imre (független)[4]
- 1998–2002: Muszela Imre (független)[5]
- 2002–2006: Muszela Imre (független)[6]
- 2006–2010: Muszela Imre (független)[7]
- 2010–2014: Muszela Szabolcs (független)[8]
- 2014–2019: Tácsik Attila (független)[9]
- 2019–2024: Tácsik Attila (független)[10]
- 2024– : Mészáros István (független)[1]

## Népesség
A település népességének változása:
| Lakosok száma | 647  | 638  | 632  | 634  | 630  | 623  | 612  |
|               | 2013 | 2014 | 2015 | 2021 | 2022 | 2023 | 2024 |

A 2011-es népszámlálás során a lakosok 90,2%-a magyarnak, 1,2% cigánynak, 2,6% németnek, 0,2% románnak, 0,2% szlováknak mondta magát (9,8% nem nyilatkozott; a kettős identitások miatt a végösszeg nagyobb lehet 100%-nál). A vallási megoszlás a következő volt: római katolikus 64,9%, református 5,9%, evangélikus 0,2%, görögkatolikus 0,5%, felekezeten kívüli 7,6% (20,4% nem nyilatkozott).
2022-ben a lakosság 91,6%-a vallotta magát magyarnak, 1,3% németnek, 0,2-0,2% ukránnak, szlováknak, románnak és cigánynak, 1,7% egyéb, nem hazai nemzetiségűnek (8,4% nem nyilatkozott; a kettős identitások miatt a végösszeg nagyobb lehet 100%-nál). Vallásuk szerint 49,8% volt római katolikus, 8,7% református, 0,3% evangélikus, 0,2% görög katolikus, 0,5% egyéb keresztény, 1,9% egyéb katolikus, 10,5% felekezeten kívüli (28,1% nem válaszolt).

## Nevezetességei
A község jelentősebb műemlék jellegű épülete az 1805-ben felépített késő barokk római katolikus templom. Figyelemre méltó három oltára közül a főoltár, amely fából készült, s a román stílus jegyeit viseli magán.
Ugyancsak megtekintésre érdemesek az oltárokon lévő szobrok is. Több művészeti értékű festménye között a főoltárkép is említésre méltó, amely Jézus keresztelését ábrázolja a Jordán folyóban. A szertartásokhoz használt kegytárgyak közül is számos értékes darab van a templomban.
Helyi értékek:
- Hősi emlékmű (I. Világháborús hősök, II. Világháborús hősök és 1956-os áldozat)
- Epöli Szarmatavonulat epöli szakasza
- Tempolomon kívül vallásosság jelképei Epölön
- Epöl dűlőnevei
- Oltáriszentség templomon kívüli tisztelete Epölön

## Érdekességek
Itt forgatták 2016-ban Kostyál Márk Kojot című akciódrámáját.